# 第百四十二号海防艦
第百四十二号海防艦（だいひゃくよんじゅうにごうかいぼうかん）は、日本海軍の 第二号型海防艦（丁型）。太平洋戦争終戦後に就役し、復員輸送に従事した。

## 艦歴

### 第二復員省時代
川崎重工業泉州工場で建造中に竣工度60％で終戦。引揚用の特別輸送艦としてGHQの許可を得た上で工事を続行。1946年4月7日竣工。直ちに呉に回航、復員輸送に従事し上海へ向け出港。博多に帰還するとその後博多とコロ島を5往復、コロ島から大沽、大沽からコロ島経由で博多港への復員任務をこなした。11月上句、艦長が川本昇に交替。12月まで博多とコロ島を3往復した。12月10日特別保管艦となり、佐世保に係留。1947年7月29日初桜、桐、生野、海防艦第52号、第78号、第79号、第221号とともに賠償艦としてナホトカにてソ連に引き渡し。

### ソ連海軍及び人民解放軍海軍時代
ソ連では、「護衛艦」を意味する「EK」の略号を与えられ、EK-38(ЭК-38)の艦名で太平洋艦隊に編入された。10月にウラジオストクに回航。1948年7月5日標的曳航艦TsL-38。
1949年6月17日通報艦Arhara。
1952年旅順の第102船舶修理工場においてSKR-49（旧第七十六号海防艦）と機雷敷設艦ヴィリュイ（旧神島型敷設艇神島）とともに通報艦に改造、兵装を搭載し警備艦SKR-48となった。ソ連に引き渡された日本艦のうちまともに再武装されたのはこの3隻のみだった。SKR-48はMk.22 3インチ単装緩射砲を二基、エリコン20ｍｍ単装機銃を四基とNeptun型レーダーとFakel-M型識別装置を装備した。SKR-48は1954年11月17日旅順基地第115海防旅団に配属。。SKR-48、SKR-49、ヴィリュイの三隻は1955年2月11日に旅順において中国人民解放海軍に譲渡された。3隻は兵装や一部船用機器を除いて無償で引き渡された。
中国人民解放軍に引き渡されたSKR-48は護衛艦48号と名付けられ、1950年代初頭旅順基地で数少ない主力艦艇の1 隻であった。1955年9月には遼東半島で護衛艦49号（旧海防艦第76号）などの華北軍区海軍の艦艇と共に対上陸作戦演習に参加した。1961年には船番「219」が付与され、北海艦隊護衛艦第7中隊を編成した。黄海海戦を描いた1962年の映画『甲午風雲』では護衛艦49号や護衛艦50号（旧神島型敷設艇神島）とともに撮影に使用され、清国海軍の戦艦定遠や日本海軍の巡洋艦吉野を演じた。護衛艦48号は1970年代末に退役し、1980年代末に標的艦としてYJ-8ミサイルの射撃目標として使用され海没した。

## 海第百四十二号艦長
海防艦長/艦長
1. 佐々木正勝 復員事務官：艦長 1946年4月- 1946年11月
2. 川本昇 復員事務官：艦長 1947年11月- 1947年12月